# Bevisbarhet
Bevisbarhet är ett härledningsbegrepp. Inom logik används ordet bevisar (engelska yields eller proves) i en relation mellan två uppsättningar formler i ett formellt system. Om A och B är två uppsättning formler i det formella systemet och A bevisar B, så är B bevisbar från A. Symboliskt skrivs detta som:
{\displaystyle A\vdash B}
Detta kan utläsas som att B är en syntaktisk konsekvens av A. Symbolen introducerades i denna mening av Gottlob Frege 1879.